# John Marius Opitz

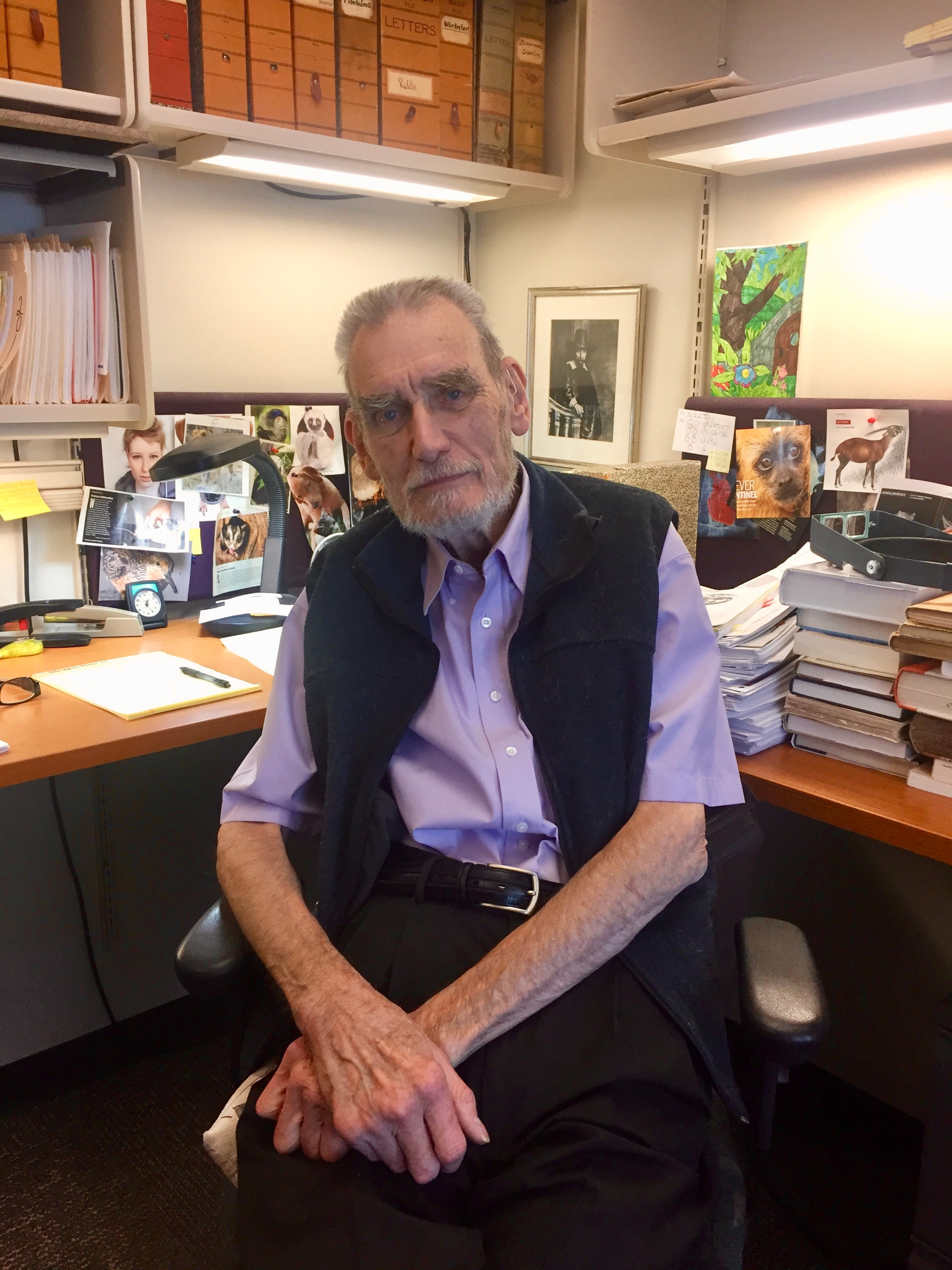
John Marius Opitz, 2017

John Marius Opitz (* 15. August 1935 in Hamburg; † 31. August 2023 in Salt Lake City) war ein US-amerikanischer Humangenetiker und Hochschullehrer deutscher Abstammung.

## Werdegang
Opitz wurde in Hamburg geboren. Von 1942 bis 1950 ging er dort auch zur Schule. Danach siedelte seine Familie in die Vereinigten Staaten über. Nach dem Besuch der Highschool studierte Opitz bis 1959 an der University of Iowa Medizin. An der University of Iowa arbeitete er als Assistenzarzt und erhielt dort seine Ausbildung zum Kinderarzt. Danach ging Opitz an die University of Wisconsin–Madison. Dort wurde er 1972 Professor für Pädiatrie und Medizinische Genetik. Er widmete sich der klinischen Genetik, zusammen mit David W. Smith, und der Zytogenetik mit Klaus Pätau und Hans Ulrich Zellweger. Am Wisconsin Medical Genetics Center war er von 1974 bis 1979 Direktor. Danach ging Opitz an das Shodair Hospital in Helena (Montana). Dort war er 18 Jahre lang Direktor des staatlichen genetischen Versorgungszentrums und Professor für Medizinische Genetik an der Montana State University. Von 1976 bis 2000 war er Herausgeber des American Journal of Medical Genetics. 1997 ging Opitz nach Salt Lake City, wo er an der University of Utah Professor für Kinderheilkunde, Humangenetik sowie Geburtshilfe und Frauenheilkunde wurde.
Opitz war verheiratet mit Susan, mit der er eine gemeinsame Tochter hatte.
Seine Arbeitsschwerpunkte lagen auf dem Gebiet der Erbkrankheiten, wo er sich mit der Pathogenese von Fehlbildungen beschäftigte. Er war Autor beziehungsweise Co-Autor von über 400 Veröffentlichungen und etwa 50 Buchkapiteln. Einige Syndrome tragen seinen Namen als Erstbeschreiber. So unter anderem das Smith-Lemli-Opitz-Syndrom, das Opitz-Trigonozephalie-Syndrom (C-Syndrom), das Opitz-Kaveggia-Syndrom (FG-Syndrom), das N-Syndrom (Synonym: Opitz N-Syndrom) und das Opitz BBB/G-Syndrom. Opitz erkannte als einer der ersten Ärzte den Zusammenhang zwischen der spezifischen Gruppierung von Anomalien und ihrer Vererbung. Durch Stammbaumanalyse erkannte er 1965 als erster den X-chromosomalen Erbgang von Morbus Fabry.
1985 wurde er zum Mitglied der Leopoldina gewählt. Von der Deutschen Gesellschaft für Humangenetik (GfH) erhielt Opitz 2005 die GfH-Ehrenmedaille. 2011 bekam er von der American Society of Human Genetics den William Allan Award verliehen.